# Cercles (revue)

Cercles est une revue scientifique universitaire publiée en France depuis 2000, consacrée aux études anglophones.
Publication périodique (environ trois numéros sortent chaque année) issue de l'Université de Rouen, Cercles se présente comme une revue pluridisciplinaire qui s'intéresse à de nombreux aspects du monde anglophone, qu'il s'agisse du champ littéraire, linguistique ou encore civilisationniste. Son rédacteur en chef est Philippe Romanski.